# 科蒙都

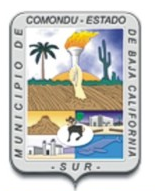
科蒙都区徽

科蒙都是墨西哥南下加利福尼亚州的一个市镇。科蒙都总面积16,858.3 km² (6,509.03 sq mi)，为墨西哥第七大市镇。总人口63,830(2005) 。该地区行政中心位于孔斯蒂图西翁城。孔斯蒂图西翁城也是该区最大的城市。